# Adalbert Stifter
Adalbert Stifter (Oberplan, 23 ottobre 1805 – Linz, 28 gennaio 1868) è stato uno scrittore, pittore e pedagogo austriaco.

## Biografia
Nasce il 23 ottobre 1805 a Horní Planá (Oberplan in tedesco), un paese della Boemia sud-occidentale di lingua tedesca, da una modesta famiglia di tessitori di lino.
Rimasto orfano di padre all'età di 12 anni, Stifter entra nel 1818 nel collegio benedettino di Kremsmünster, nell'Alta Austria. Durante gli studi approfondisce scrittori quali Johann Gottfried Herder, Jean Paul e Goethe.
Nel 1826, nonostante l'anno precedente avesse dovuto interrompere gli studi per un breve periodo poiché aveva contratto il vaiolo, conclude il ginnasio e si trasferisce a Vienna dove si iscrive alla facoltà di giurisprudenza.
Nel corso delle vacanze estive del 1827 a Friedberg, in Boemia, fa conoscenza con Fanny Greipl, primo amore della sua vita, cui dedica una lunga serie di dipinti e poesie, firmate con lo pseudonimo di Ostade.
Nel 1833 l'idillio amoroso con Fanny si interrompe a causa dell'ostilità della di lei famiglia la quale non vedeva di buon occhio gli umili natali di Stifter.
Allaccia quindi una relazione con la modista Amalie Mohaupt che sposerà nel 1837 dopo un fallito tentativo di riavvicinare Fanny.
Tra il 1839 e il 1854 vengono alla luce le sue maggiori opere pittoriche, fra cui Blick in die Beatrixgasse (Veduta della Beatrixgasse) e Ruine Wittinghausen (Le rovine di Wittinghausen) e letterarie tra cui Bunte Steine (Pietre colorate) e la raccolta delle sue precedenti novelle sotto il nome di Studien.
Nel frattempo svolge la mansione di precettore presso i casati più nobili di Vienna, tra cui la famiglia Metternich, dove insegna fisica al figlio Richard e, nel 1853, è nominato sovraintendente per i Beni culturali e artistici dell'Alta Austria e presidente dell'Associazione Artistica dell'Alta Austria. In questa veste, tra le altre opere, sovrintende al restauro dell'altare di Kefermarkt.
Nel 1854 si ammala dei primi disturbi nervosi e depressivi che lo costringeranno, connesse col sorgere di una grave malattia epatica, a ripetuti soggiorni terapeutici a Lackenhäuser, località termale della Foresta bavarese.
Negli anni successivi due gravi avvenimenti pregiudicano ulteriormente la sua salute psichica: la morte della madre nel 1858 e della figlia adottiva (la nipote diciottenne Juliane Mohaupt) suicida nel Danubio.
Nel 1864 si aggrava la malattia epatica che lo condurrà alla morte e che lo costrinse, l'anno successivo, ad andare in pensione.
Nella notte tra il 25 e il 26 gennaio 1868, sfinito dalla malattia, si recide la gola con il rasoio morendo, dopo un'agonia durata due giorni, il 28 gennaio 1868.
Interprete degli umori intimisti e antifaustiani dell'età della Restaurazione ebbe tra i suoi più illustri estimatori Nietzsche e Hermann Bahr.

## Le opere letterarie

### Racconti, romanzi brevi, saggi

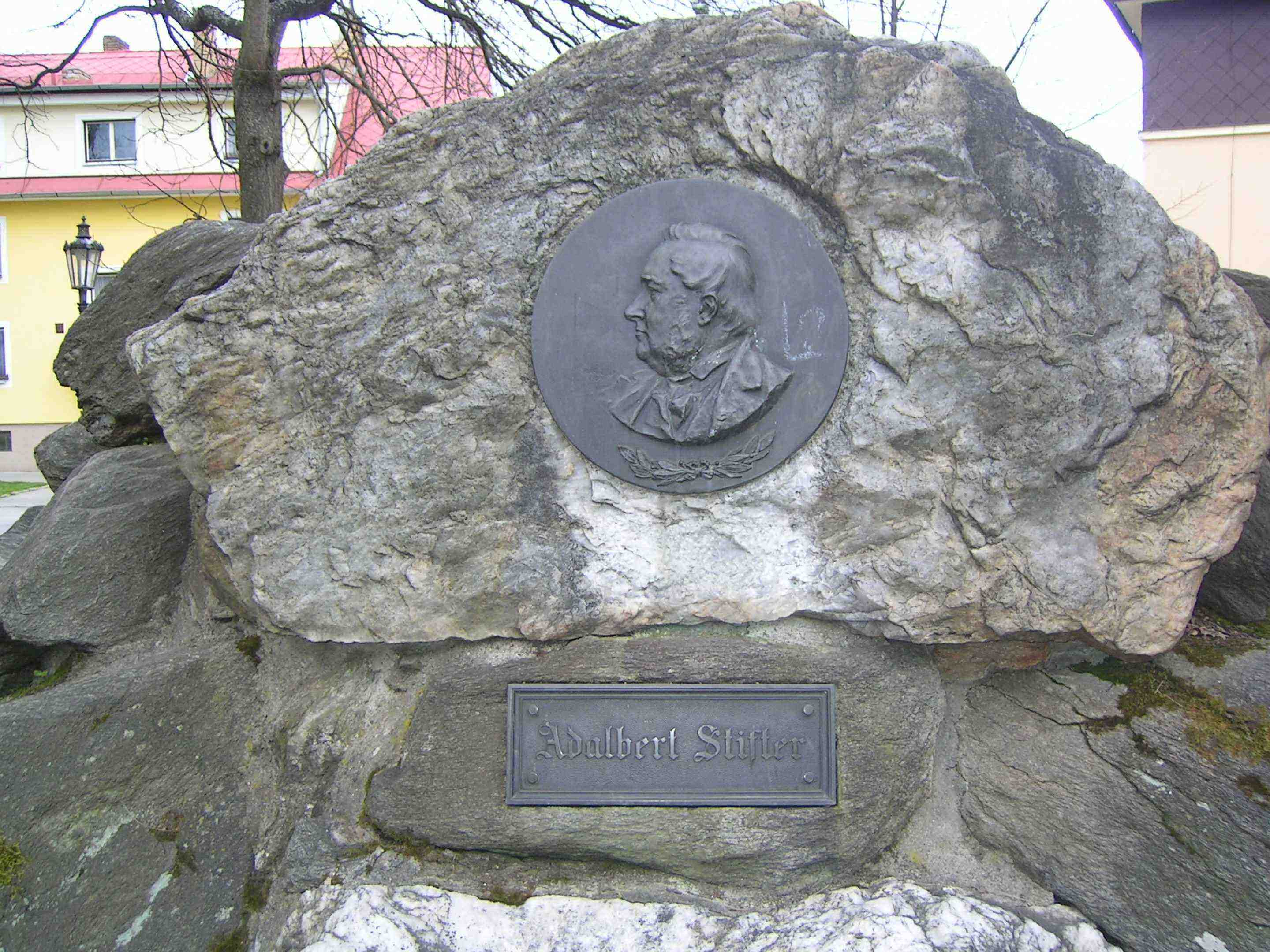
Lapide commemorativa dedicata ad Adalbert Stifter posta a Frymburk (CZ)

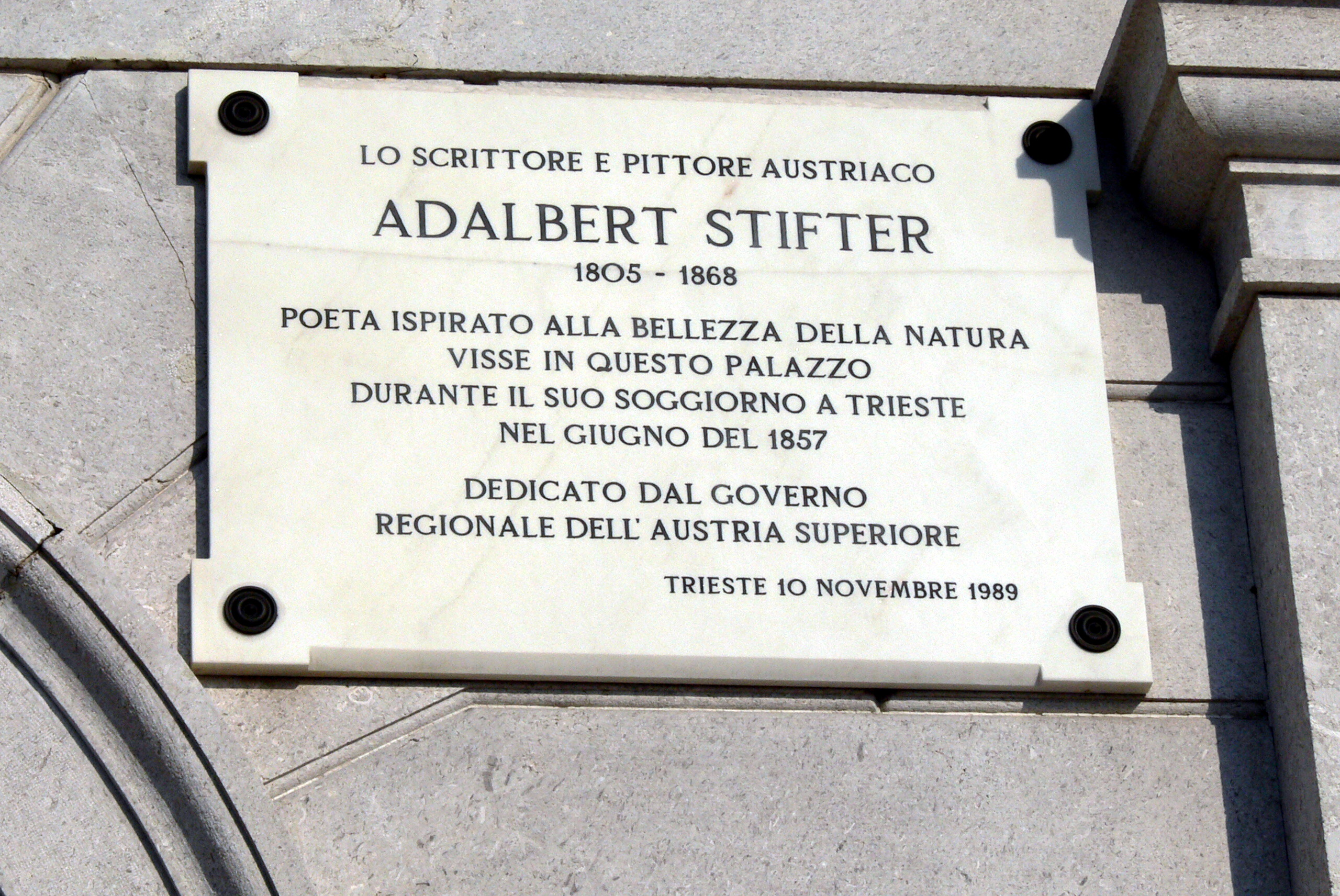
Targa commemorativa sull'Hotel de la Ville di Trieste

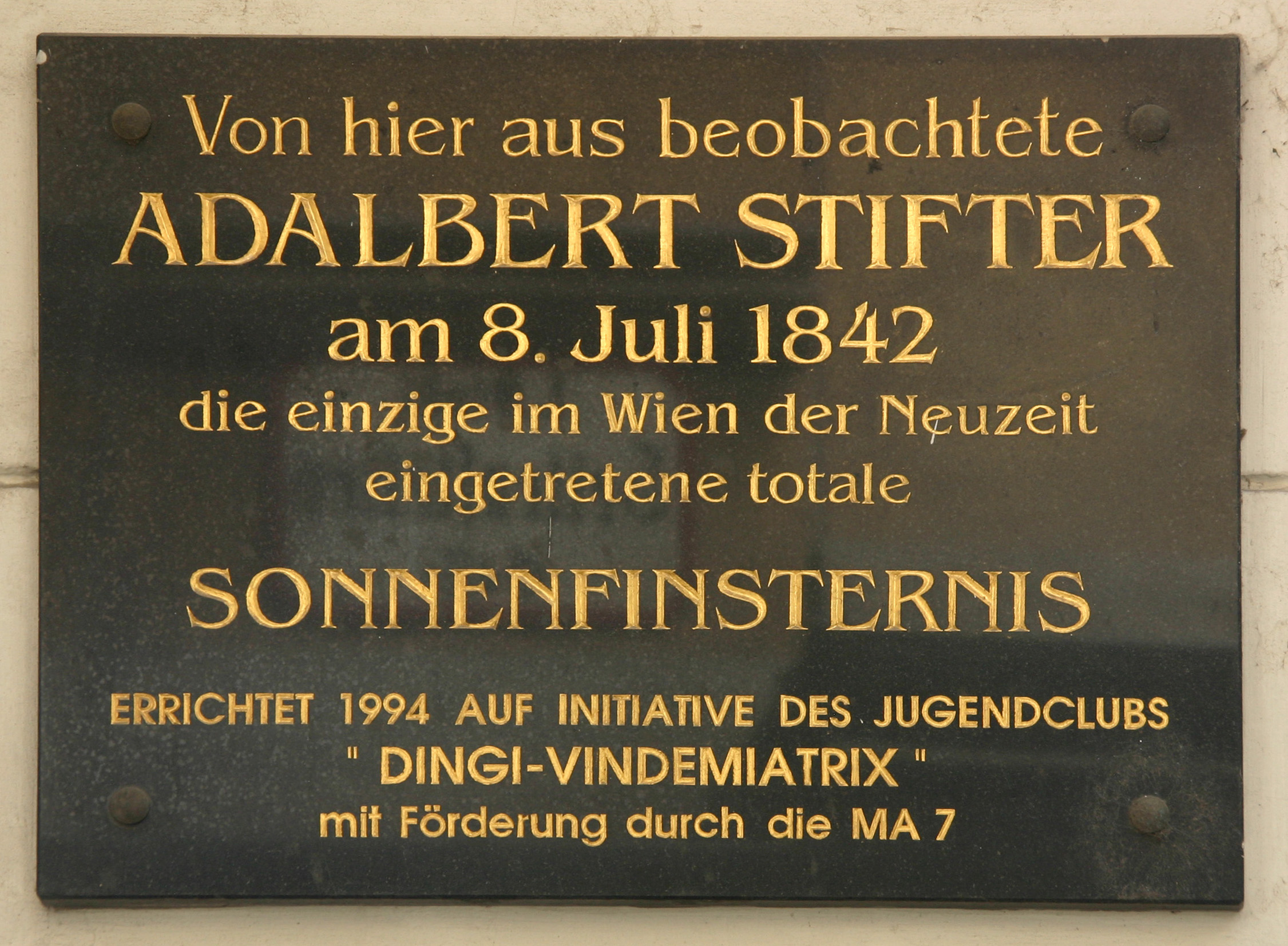
Targa commemorativa per Adalbert Stifter a Vienna

1827 - raccolta di poesie Österreichisches Bürgerblatt für Verstand, Herz und gute Laune

1840 - Il condor (Der Condor)

1840 - Il villaggio della brughiera (Das Haidedorf)

1841 - Fiori di campo (Feldblumen)

1841 - La selva (Der Hochwald)

1841 - La cartella del mio bisnonno (Die Mappe meines Urgroßvaters)

1842 - L'eclissi solare dell'8 luglio 1842 (Die Sonnenfinsternis am 8. Juli 1842) - saggio didattico-scientifico

1843 - Abdia (Abdias)

1843 - Il castello dei folli (Die Narrenburg)

1843 - L'antico sigillo (Das alte Siegel)

1844 - Vienna e i viennesi (Wien und die Wiener)

1844 - Brigitta

1844 - I tre fabbri della propria fortuna (Die drei Schmiede ihres Schicksals)

1845 - Il sentiero nel bosco (Der Waldsteig)

1845 - Un uomo solo o Il vecchio scapolo (Der Hagestolz)

1845 - Cristallo di rocca (Bergkristall)

1846 - Il viandante nel bosco (Waldgänger)

1846 - Le due sorelle (Die zwei Schwestern)

1846 - L'abete segnato (Der beschriebene Tännling)

1846 - Fiducia (Zuversicht)

1847 - Calcare (Kalkstein)

1848 - Condizione e dignità dello scrittore (Über Stand und Würde des Schriftstellers) - saggio

1848 - Prokopus

1849 - Granito (Granit)

1851 - Resoconti sull'associazione artistica dell'Alta Austria (Berichte über den oberösterreichischen Kunstverein) - saggio

1852 - Tormalina (Turmalin)

1854 - Tagebuch über Malerarbeiten - diario sulla sua attività pittorica

1857 - Tarda estate (Nachsommer)

1864 - Discendenze (Nachkommenschaften)

1866 - Lettere invernali da Kirchschlag (Winterbriefe aus Kirchschlag)

1866 - Il bacio di Sentze (Der Kuß von Sentze)

1866 - La fonte nel bosco (Der Waldbrunnen)

1866 - La pia sentenza (Der fromme Spruch)

1866 - Dalla foresta bavarese (Aus dem bairischen Wald)

1867 - Witiko

### Raccolte
1849 - Pietre colorate (Bunte Steine)

1850 - Studi (Studien)

1869 - Racconti (Erzählungen)

## Poetica
Scrittore realista austriaco, Adalbert Stifter si discostò decisamente dagli slanci titanici dello Sturm und Drang e del romanticismo tedesco per proporre uno stile dai toni più dismessi e crepuscolari che fa della sapiente e incisiva ripetizione delle parole e del ritmo lento e cadenzato i suoi punti di forza. Definito da Thomas Mann "uno dei narratori più strani, profondi, celatamente audaci e travolgenti della letteratura universale" deve la sua fama alla sua esaltazione dei lati meno appariscenti della vita, all'essere riuscito a donare un tono "epico" al lento ritmo degli eventi quotidiani e degli oggetti che li circondano.

I protagonisti dei racconti di Stifter vivono in un mondo che è quanto di più lontano vi possa essere dalla modernità e dalle sue angosce: a questa, e di riflesso alla città, si avvicinano con curiosità ma con paura, sempre desiderosi di ritornare alla campagna e ai suoi ritmi.

Attento nel descrivere tutto quello che circonda i suoi protagonisti, Stifter, a differenza dei romantici tedeschi, non entra mai nei loro movimenti psicologici interni riuscendo in tal modo a far fuoriuscire una forte tensione emotiva dalle piccole cose che li circondano. Assume così un significato profondo la polvere sulle suppellettili, il cadere delle foglie nel bosco, la modesta lucentezza delle pietre che danno il nome alla sua raccolta di novelle più riuscita, quella delle Pietre colorate.

Ed è proprio nella prefazione a questa opera che Stifter manifesta il suo credo nella grandezza delle cose apparentemente piccole, nelle semplici bellezze della natura, nelle virtù silenziose che consentono il tramandarsi dei costumi dei padri, che vengono estrinsecati nell'assoluta assenza di quel che lui chiama il "demone dell'azione".